# レニエ3世 (エノー伯)
レニエ3世（Régnier III, 920年ごろ - 973年）は、エノー伯（在位：932年 - 973年）。

## 生涯
レニエ3世はエノー伯レニエ2世と、ブルゴーニュ公リシャールの娘アデライードの息子である。
レニエ3世と弟のロドルフは、944年に西フランクのユーグ大公の襲撃を受けた。レニエ兄弟の主な目的は、伯父ギゼルベルトが939年に失ったロートリンゲン公位を取り戻すことであった。そのために、兄弟はオットー1世の婿でロートリンゲン公であったコンラート赤公に対して何度か反乱を起こした。しかしコンラート赤公はオットー1世に対し反乱を起こしたため953年5月に公位を剥奪され、ケルン大司教でもあったオットー1世の弟ブルーノにロートリンゲン公位が与えられた。
その結果、レニエ3世は反乱を続け、955年3月にリエージュに侵攻してブルーノに勝利した。そしてリエージュ司教ラテリウスを追い出し、すぐに親族のバルデリクを司教の座に据えた。ケルン大司教ブルーノはこれを受け入れることを余儀なくされた。956年、レニエは伯父ギゼルベルトから妃ゲルベルガに与えられたブリュッセルを攻撃した。しかし、それによりレニエは元伯母の息子である西フランク王ロテールの敵となり、ロテールは即座にケルン大司教ブルーノと同盟を結んだ。同盟軍は957年にエノーを制圧し、レニエを捕らえた。これにより、レニエは征服した領地を放棄せざるを得なくなっただけでなく、影響力も失った。レニエは958年にボヘミアに追放され、領地を没収された。また、息子たちは西フランク宮廷に受け入れられた。その後、エノーは新たにヴァラシエンヌ辺境伯領とモンス伯領の2つの伯領に分割され、ケルン大司教ブルーノの親友であるアモリー、ヴェルナーおよびゴットフリート1世に与えられた。
レニエ3世は亡命中に死去したが、息子たちは後に西フランクの支援を受けてロートリンゲンに戻り、父の遺領を巡って戦った。

## 子女
ダグスブルク伯家の出身とみられるアデラ（961年没）と結婚した。この結婚で2男が生まれた。
- レニエ4世（947年以降 - 1013年） - エノー伯
- ランベール1世（950年ころ - 1015年） - ルーヴェン伯